# 鬼马星
鬼马星（1972年—2017年6月12日），女，上海人，本名马雨默。因创作《迷宫蛛》、《风的预谋》等多部小说而迅速走红网络的本格浪漫推理小说家，有着“中国推理小说女王”之称。
2017年6月12日上午九点因病去世，享年45岁。

## 个人经历
马雨默先前在一家房地产公司工作，2000年，贝塔斯曼和人民文学出版社举办的“新人文学比赛”，她获得一等奖，从而进入了传媒界。后在《天周刊》、《美周刊》、《聪明宝宝》、《上海星期三》等刊物担任记者和编辑工作，撰写过不少影视剧本，出版过美容、励志类书籍。但2005年，患上了尿毒症，辞去工作，成为自由撰稿人，专职从事小说创作。后以鬼马星为笔名在天涯论坛莲蓬鬼话板块发表小说迅速走红，出版《暮眼蝶》《猫的复生》《风的预谋》《迷宫蛛》等近13部推理小说。
2017年6月12日，二十一世纪出版集团于官方微博证实，鬼马星于当日上午九点因病去世。

## 个人作品
- 莫兰系列：

1. 《爱欲八鲜汤》（包括《相亲迷案》合并出版）（已出版）
2. 《猫的复生》 （已出版）
3. 《风的预谋》 （已出版）
4. 《葬礼之后的葬礼》 （已出版）
5. 《宴无好宴》 （已出版）
6. 《隔墙玫瑰》

- 少女莫兰系列：

1. 《雾锁天途》 （已出版）
2. 《百合花房秘语》（已出版）
3. 《演出》（已出版）
4. 《蓝宝石戒指之谜》（已出版，更名《蓝戒之谜》）

- 简东平系列：

1. 《暮眼蝶》 （已出版）
2. 《淑女之家》 （已出版）
3. 《纽扣杀人案》 （已出版）

- 陆劲侦探系列：

1. 《迷宫蛛》两部　（已出版）
2. 《笼鸟》（已出版）
3. 《24点谋杀案》（已刊登在《推理世界》2010年5A，为短篇小说，获第五届全国侦探推理小说大赛优秀奖[4]）

- 杜森系列：

1. 《蔷薇犯罪事件》（已出版）

- 酷法医系列：

1. 《木锡镇》 （已出版）
2. 《黑背鱼之谜》（已出版）

- 少年侦探系列：

1. 《魔幻图书馆》（已出版）
2. 《少年理发师》（已出版）

- 狄小杰系列：

1. 《枯叶博物馆》（已出版）

- 武侠推理：

1. 《箫声咽》（已出版）

- 番外篇：

1. 《喜悦岛》（莫兰父亲莫中医番外）
2. 《我爱猪大肠》（莫兰表姐乔纳番外）
3. 《三颗金纽扣》（简东平番外）

- 悬疑小说：

1. 《鸦王》（悬案调查组）（连载中）
2. 《咖啡饮料杀人事件》（已刊登在《推理世界》2010年6A，为短篇小说）
3. 《幽灵船》（即《被害人姓名：倪震》）（已出版）

## 出版目录
1. 《爱欲八鲜汤》
2. 《猫的复生》（简翻体）
3. 《风的预谋》（简繁体）
4. 《葬礼之后的葬礼》
5. 《宴无好宴》
6. 《暮眼蝶》（简繁体）
7. 《淑女之家》
8. 《纽扣杀人案》
9. 《迷宫蛛》三册（简繁体）
10. 《蔷薇犯罪事件》
11. 《幽灵船》（简繁体）
12. 《木锡镇》
13. 《黑背鱼之谜》
14. 《雾锁天途》
15. 《百合花房秘语》

## 改编电视剧
1. 《淑女之家》